# Wissenschaftlicher Geflügelhof
Der Wissenschaftliche Geflügelhof (WGH) oder Bruno-Dürigen-Institut in Rommerskirchen–Sinsteden ist eine 2004 gegründete Forschungseinrichtung des Bundes Deutscher Rassegeflügelzüchter, die sich als Zentrum für Rassegeflügelforschung versteht und Kenntnisse zur Biologie des Rassegeflügels erarbeitet, die sowohl der biologischen Grundlagenforschung als auch dem wissenschaftlich begründeten Tierschutz und angewandten Forschungsgebieten dienen. Dazu zählen der Erhalt genetischer Vielfalt und Öffentlichkeitsarbeit.

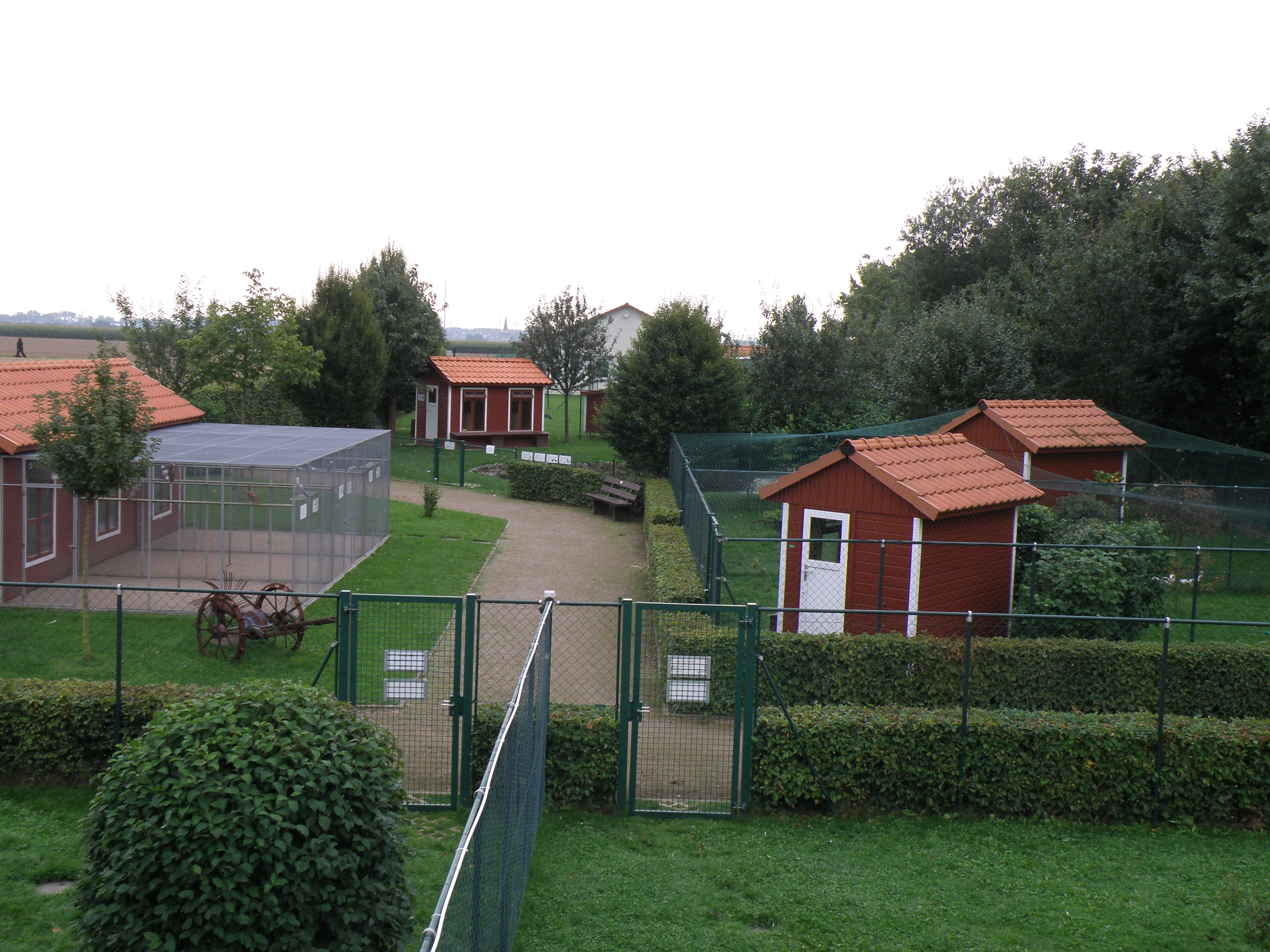
Gelände des Wissenschaftlichen Geflügelhofs

## Geschichte
Der Bau des WGH wurde durch den Rhein-Kreis Neuss und das Land NRW unterstützt. Im Dezember 2001 war Richtfest, die offizielle Eröffnung folgte 2004. Der laufende Unterhalt wird vom Eigentümer, dem Bund Deutscher Rassegeflügelzüchter e.V., getragen, die Stiftung für Geflügelwissenschaft unterstützt die Infrastruktur des WGH. Zu den Sponsoren zählen Unternehmen aus der Wirtschaft, Züchter und Zuchtverbände. Der Verein zur Förderung junger Wissenschaftler/ -innen in der Rassegeflügelforschung e.V. (JUWIRA) fördert die Forschung vor Ort.
Der Vorwurf in der Rassegeflügelhaltung würde Qualzucht betrieben, war einer der Gründe den WGH zu eröffnen. Ziel ist es, diesen Vorwürfen eine ergebnisoffene und unabhängige Forschung gegenüber zu stellen, die direkt am Tier untersucht, ob mit dessen Zucht(standard) Leiden, Schmerzen oder Schäden verbunden sind. Aufgrund solcher Forschungsarbeiten wurden bereits Zuchtmanagement-Empfehlungen angepasst. Der WGH untersucht insbesondere Verhaltensauffälligkeiten und anatomische Besonderheiten.

## Wissenschaftliche Forschung
Der WGH verfolgt nach eigenen Angaben verschiedene interdisziplinäre Forschungsansätze zur Biodiversität, Domestikationsforschung (Haustierkunde) und beschäftigt sich mit der Verhaltensbiologie aller Geflügelrassen.
Kontakte bestehen zu den Universitäten Köln und Düsseldorf, insbesondere mit dem Institut für Tierwissenschaften der Rheinischen Friedrich-Wilhelms-Universität Bonn. Gleichzeitig mit der biologischen Grundlagenforschung und angewandten Forschungsbereichen ergeben sich Ansätze zur konstruktiven Auseinandersetzung mit tierschutzrelevanten Fragestellungen. Letztere werden am WGH derzeit und auch zukünftig nach wissenschaftlichen Standards ergebnisoffen bearbeitet. Der WGH bietet sowohl Lehrveranstaltungen, als auch wissenschaftlichen Projekten eine Vielzahl an Arbeitsmöglichkeiten. Diese Ergebnisse werden regelmäßig in Form von Präsentationen, Vorträgen und Publikationen dargestellt.
Der WGH forschte an über 12 der über 180 existierenden Rassen von Hühnern und anderen Hühnervögeln. Die Forschung erstreckt sich auf Gänse, Enten, Tauben und Puten.
2012 wurde geplant den WGH auf die doppelte Fläche zu erweitern.

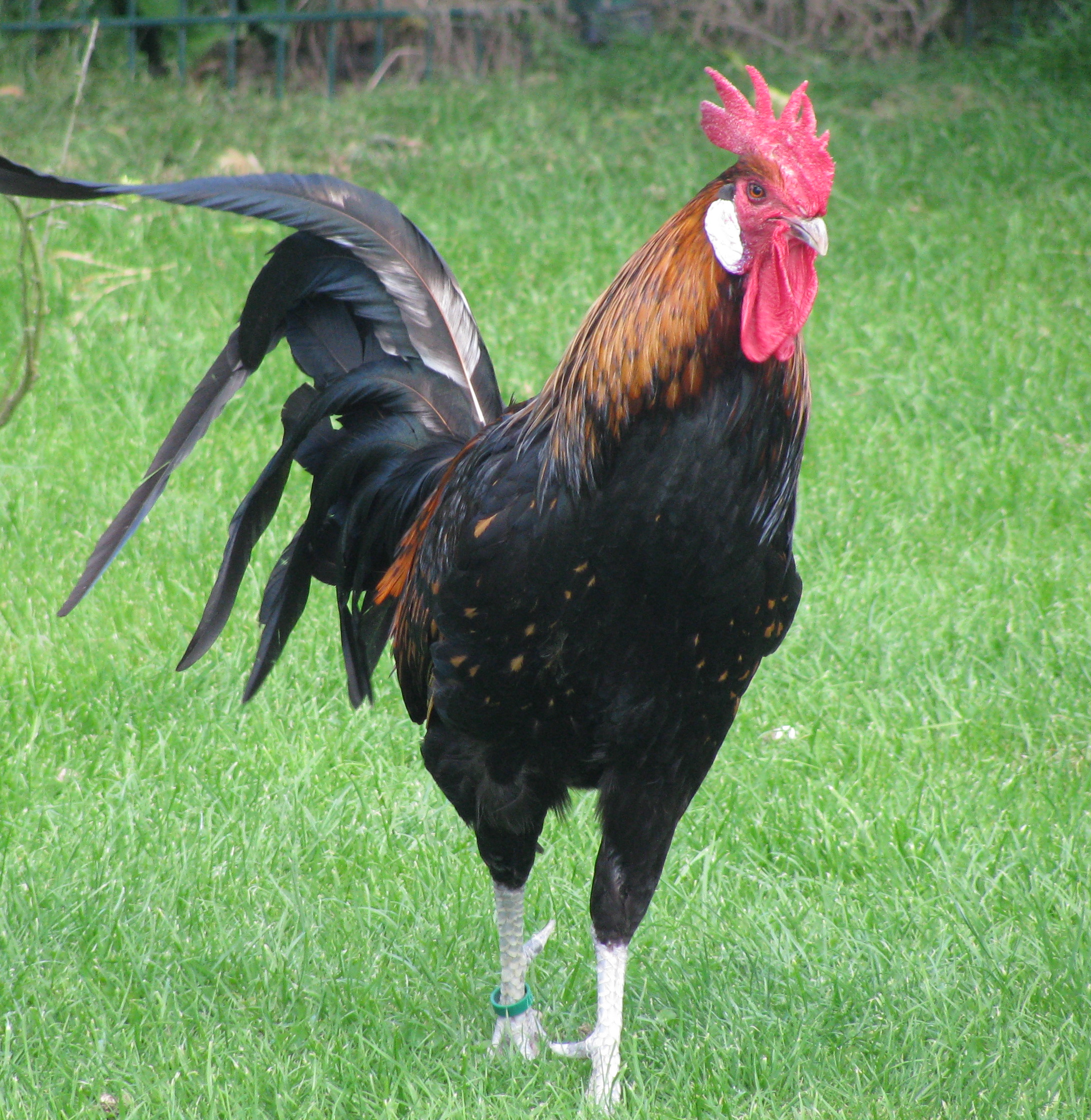
Ein bergischer Kräherhahn auf dem Hofgelände

## Erhalt genetischer Vielfalt
Am Wissenschaftlichen Geflügelhof wird die Vermehrungszucht seltener und vom Aussterben bedrohter Rassen als ein Arbeitsschwerpunkt betrieben.
Mit dem Erhalt und der Verbreitung entsprechender Rassen ist eng das Stichwort Biodiversität verbunden. Die genetische Vielfalt ist an sich wertvoll und als Reservoir für neue Anpassungen wirtschaftlich wichtig. Die Abgabe von Bruteiern und Nachzuchten aus der Hand des WGH und die öffentliche Ausstellung dieser Rassen spricht auf direktem Wege private Halter und Züchter, ebenso wie neue Interessenten an. Die derzeitige Auswahl der Rassen am WGH repräsentiert die Großgruppen des Hausgeflügels, wie Groß- und Wassergeflügel, Groß- und Zwerghühner und Tauben.

## Öffentlichkeitsarbeit
Im Rahmen der Öffentlichkeitsarbeit widmet sich der WGH dem Thema Hausgeflügel. Nicht nur Züchtern, sondern auch anderen interessierten Besuchergruppen aus dem In- und Ausland, Schulen und Fachpraktikum werden Führungen durch den WGH, u. a. organisiert über die Lernwelt Sinsteden des Rhein Kreis Neuss, angeboten. Im Besonderen wird bei den Besichtigungen auf die Entstehung und Zielsetzung des WGH eingegangen. Auf diese Weise wird der Öffentlichkeit ein Blick hinter die Kulissen des Bruno-Dürigen-Instituts geboten. Die Darstellung der am WGH durchgeführten Forschungsprojekte kann und soll dem Allgemeinwissen rund um das Hausgeflügel dienen. Der WGH soll als Ansprechpartner für private Geflügelhalter ebenso dienen wie für Sachbeiträge in Printmedien, Fernsehen und Rundfunk.
Im Rahmen von Kongressen auf nationaler und internationaler Ebene sowie auf Fachtagungen werden Forschungsprojekte des WGH vorgestellt. Kooperationen mit umliegenden öffentlichen Institutionen sowie Präsentationen auf Fachmessen dienen der Informationsweitergabe.
Der WGH ist an das Kulturzentrum Sinsteden angegliedert, über welches das Ausstellungsgelände des WGH zu den Öffnungszeiten besucht werden kann. Führungen werden nach Absprache angeboten.